# I en kokos nøddeskal
I en kokos nøddeskal er en dansk kortfilm fra 2012, der er instrueret af Ida Åkerstrøm Knudsen efter manuskript af Mathias Sanderhage.

## Handling
Denne artikel mangler et handlingsreferat. Hjælp os med at skrive det.